# Brokes
Brokes – osada w Anglii, w hrabstwie North Yorkshire, w dystrykcie (unitary authority) North Yorkshire. Leży 66 km na północny zachód od miasta York i 339 km na północ od Londynu.